# Fiesta de la chanfaina
La fiesta de la chanfaina es una jornada gastronómica que se celebra a finales de noviembre en el municipio de Totalán (Málaga) España.

## Características
En esta fiesta se homenaje a la chanfaina, plato popular de la villa, consistente en un guiso de patata y aromas de laurel, orégano, tomillo y vinagre. Además de la chanfaina, en esta fiesta se puede degustar aceite de oliva, vino, embutidos y otros productos de la comarca de la Axarquía y los Montes de Málaga.
La fiesta se ameniza con bandas de música, especialmente con pandas de verdiales.